# Petru Incicău
Petru Incicău (n. 1887, Șepreuș, Arad – d. 1943, Baia de Criș) a fost învățător și deputat în Marea Adunare Națională de la Alba Iulia, organismul legislativ reprezentativ al „tuturor românilor din Transilvania, Banat și Țara Ungurească”, cel care a adoptat hotărârea privind Unirea Transilvaniei cu România, la 1 decembrie 1918.

## Biografie
Petru Incicău a studiat pedagogia la Sibiu și a devenit învățător în Brâznic, județul Hunedoara.

## Activitate politică

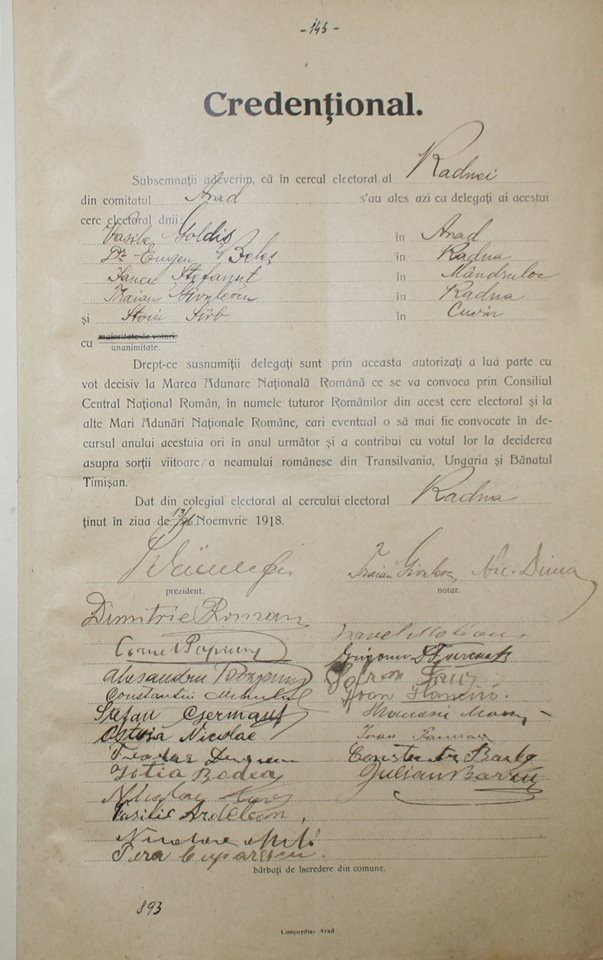
Credențional

A participat la Marea Adunare Națională de la Alba Iulia din 1918 în calitate de delegat al Reuniunii Învățătorilor din Districtul Dobra. De asemenea, a participat la organizarea Consiliului Național Român din Brâznic.